# Campeonato Mundial de Remo de 1966
O Campeonato Mundial de Remo de 1966 foi a segunda edição do Campeonato Mundial de Remo,  foi realizado no Lago Bled, em Bled, Iugoslávia.

## Medalhistas

### Masculino
| Evento | Ouro | Ouro    | Prata | Prata | Bronze | Bronze |
| ------ | --- | ------- | --- | ----- | --- | ------ |
| Evento | País e remadores | Tempo   | País e remadores | Tempo | País e remadores | Tempo  |
| M1x    | Estados Unidos · Don Spero |         | Países Baixos · Jan Wienese |       | Alemanha Ocidental · Jochen Meißner |        |
| M2x    | Suíça · Melchior Bürgin · Martin Studach |         | Estados Unidos · Seymour Cromwell · Jim Storm |       | Alemanha Oriental · Manfred Haake [de] · Jochen Brückhändler |        |
| M2-    | Alemanha Oriental · Peter Kremtz · Roland Göhler |         | Áustria · Dieter Losert [de] · Dieter Ebner [de] |       | União Soviética · Viktor Suslin · Boris Fjedorow |        |
| M2+    | Países Baixos · Hadriaan van Nes · Jan van de Graaf · Poul de Haan                                                                                                  |         | França · Jacques Morel · Georges Morel · Gilles Florent |       | Itália · Primo Baran · Renzo Sambo · Enrico Pietropolli |        |
| M4-    | Alemanha Oriental · Frank Forberger · Frank Rühle · Dieter Grahn · Dieter Schubert                                                                                  | 6:18.41 | União Soviética · Zigmas Jukna · Antanas Bagdonavičius · Volodymyr Sterlyk · Juozas Jagelavičius                                                                                  |       | Países Baixos · Maarten Kloosterman · Roelof Luynenburg · Eric Niehe · Rudolf Stokvis                                                                                                  |        |
| M4+    | Alemanha Oriental · Hänno Melzer · Horst Bagdonat · Helmut Hänsel · Karl-Heinz Gzeschuchna · Klaus-Dieter Ludwig                                                    | 6:29    | União Soviética · Anatoly Tkachuk · Vitaly Kurdchenko · Boris Kuzmin · Vladimir Yevseyev · Anatoly Luzgin                                                                         |       | Iugoslávia · Boris Ercegovic · Predrag Savic · Ivo Juginovic · Frane Kazija · Ljubomir Curovic                                                                                         |        |
| M8+    | Alemanha Ocidental · Horst Meyer · Dirk Schreyer · Michael Schwan · Ulrich Luhn [de] · Peter Hertel · Rüdiger Henning · Lutz Ulbricht · Peter Kuhn · Peter Niehusen | 5:55    | União Soviética · Juri Chodorow · Andris Prieditis · Aleksandr Martyshkin · Arkadi Kudinow · Elmars Rubins · Vladimir Rikkonen · Viktor Suslin · Pawel Iljinskij · Wiktor Mihejew |       | Alemanha Oriental · Joachim Böhmer · Wolfgang Schulz · Jörg Lucke · Kurt Wunderlich · Erich Wunderlich · Klaus-Dieter Bähr [de] · Peter Hein [de] · Hans-Jürgen Bothe · Hartmut Wenzel |        |

### Legenda
|       | single scull | double scull | coxless pair | coxed pair | coxless four | coxed four | eight (coxed) |
| Men's | M1x          | M2x          | M2-          | M2+        | M4-          | M4+        | M8+           |

## Quadro de Medalhas
| Pos   | Nação              | Ouro | Prata | Bronze | Total |
| ----- | ------------------ | ---- | ----- | ------ | ----- |
| 1     | Alemanha Oriental  | 3    | 0     | 2      | 5     |
| 2     | Países Baixos      | 1    | 1     | 1      | 3     |
| 3     | Estados Unidos     | 1    | 1     | 0      | 2     |
| 4     | Alemanha Ocidental | 1    | 0     | 1      | 2     |
| 5     | Suíça              | 1    | 0     | 0      | 1     |
| 6     | União Soviética    | 0    | 3     | 1      | 4     |
| 7     | Áustria            | 0    | 1     | 0      | 1     |
| 7     | França             | 0    | 1     | 0      | 1     |
| 9     | Itália             | 0    | 0     | 1      | 1     |
| 9     | Iugoslávia         | 0    | 0     | 1      | 1     |
| Total | Total              | 7    | 7     | 7      | 21    |